# 松平直道
松平 直道（まつだいら なおみち）は、江戸時代中期の大名。出雲国母里藩4代藩主。直政系越前松平家母里藩分家4代。

## 略歴
享保9年（1724年）誕生。3代藩主・松平直員の長男。母は島氏。幼名は辰之助。
明和2年（1765年）、父・直員の隠居に伴い家督を継ぐ。従五位下大隅守に任官。
直道には世子がなかったため、父・直員は次男（直道の弟）の直行に家督を相続させようとしたが、直道はこれに反対し、家臣の平山弾右衛門に下げ渡したかつての愛妾が生んだ子・弥市を世子に据えようとしたことでお家騒動（母里騒動）が発生した。結局、明和3年（1766年）5月18日に事件が公に露見し、本藩の松江藩の介入により平山を斬首、その他関わった一味を追放処分とすることで収まり、世子は当初の直員の思惑通り直行に決定した。
明和4年（1767年）隠居し、弟で養子の直行に家督を譲る。
安永5年（1776年）、死去。